# Pick Me Up
«Pick Me Up» (с англ. — «Заведи меня») — EP белорусской рок-группы «Jitters», записанный на студии Вячеслава Банкевича в Барановичах и самостоятельно выпущенный 1 июня 2006 года. Все песни написаны Константином Карманом на английском языке. Презентация мини-альбома прошла 25 октября 2006 года в минском клубе «ЁЁ». В 2007 году EP был перевыпущен как часть сплит-альбома «Split Before, Together Now» групп «Hair Peace Salon» и «Jitters».

## Приём критиков
СЛЭП, автор портала «Xlam.by», в положительной рецензии на «мини-альбом али макси-сингл» отметил, что «альбом ровный по качеству музыкального материала, цельный по настроению, с парой безусловных хитов» и он передаёт «современный звук рок-н-ролла».
Музыку «Jitters» в рецензии альбома альбома «Split Before, Together Now» Татьяна Замировская из «БелГазеты» описала словами: «назойливая, аутентичная и по-блюзовому взбалмошная — в ней присутствует безбашенная танцевальность, как у „Gomez“ и „Happy Mondays“, и начисто отсутствуют пафосные рефлексии». Озорство и танцевальность гитарного рока «Jitters» оценила и Елена Соболевская из «Музыкальной газеты», на страницах которой она сравнила музыку группы с творчеством «Travis», «Radiohead», «Muse», «Blur» да «Coldplay».

## Список композиций
| №  | Название     | Автор(ы) | Длительность |
| -- | ------------ | -------- | ------------ |
| 1. | «Pick-Me-Up» | Jitters  | 3:47         |
| 2. | «Staggering» | Jitters  | 4:23         |
| 3. | «Sapphire»   | Jitters  | 4:13         |
| 4. | «Dint»       | Jitters  | 3:06         |
| 5. | «Pixies»     | Jitters  | 3:15         |

## Участники
| Jitters: - Константин Карман — ведущий вокал, бас. - Иван Борзенко — гитары, бэк-вокал, клавишные. - Сергей Кондратенко — гитары. - Павел Кудрин — ударные. | Производство: - Вячеслав Банкевич — запись и сведение. |  |